# Haplomela
Haplomela is een geslacht van kevers uit de familie bladkevers (Chrysomelidae).
De wetenschappelijke naam van het geslacht werd in 1942 gepubliceerd door Chen.

## Soorten
- Haplomela cheni Medvedev, 2004
- Haplomela miroshnikovi Medvedev, 2005
- Haplomela semiopaca Chen, 1942